# بلبل هزاردستان
بُلبُل هزاردستان (نام علمی: Luscinia megarhynchos)، که با نام‌های هزاردستان، شباهنگ، عندلیب، هزارآوا، هزارآواز و بلبل معمولی نیز شناخته می‌شود، نام گونه‌ای پرنده خوش‌آوا است.
این پرنده، در جنوب انگلستان، شرق و جنوب اروپا، مرکز آسیا و مناطقی از آفریقا زندگی می‌کند. بلبل پرنده‌ای کوچک است که در سراسر ایران و خاورمیانه زندگی می‌کند. در بیشتر نواحی ایران، به جز بخش‌هایی از شرق، مرکز و جنوب وجود دارد و در بهار و تابستان فراوان است.

## آواز بلبل هزاردستان
این پرنده تأثیر بسیاری در موسیقی آوازی و سازی ایران برجای گذاشته‌است. موسیقی‌دانان ایرانی همواره بلبل را سرمشق خود قرار داده و تنوع تحریر را از این پرندهٔ خوش‌آهنگ می‌آموختند. در این زمینه مثلی هست که می‌گویند، فلان خواننده مانند بلبل چهچه می‌زند. نورعلی برومند، استاد موسیقی ردیف دستگاهی ایران وقتی برای معرفی موسیقی ایرانی به دعوت دانشگاه ایلینوی به آمریکا سفر کرد، در ابتدای کلاس‌های خود، نواری از صدای این پرنده را پخش کرد و برای دانشجویان از رابطه نغمه‌های موسیقی دستگاهی ایران با نوای این پرنده سخن گفته بود. آوازهای بلبل در بیشتر موارد در هر نوبت دارای سه بخش (موتیف) است و گفته شده‌است که این پرنده تقریباً هیچ‌گاه یک آواز را دو بار تکرار نمی‌کند.
جنس مادۀ بلبل، آوازی دلکش، اما آهنگی غم‌انگیز دارد. ویدئوی یک ساعت آوازخوانی و صدای خوش بلبل هزاردستان را در لینک زیر بشنوید:

https://ifilo.net/v/rW8c0d2

## ویژگی‌ها
این پرنده حدود ۱۵ سانتیمتر طول و پرهای بخش‌های بالایی بدنش قهوه‌ای و دمی تقریباً سرخ رنگ دارد. زیرتنه مایل به سفید و پر زیر دمش به رنگ زرد یا قرمز است. پرنده بیشتر در سوراخ درختان و طول جویبارها و در واحات سرسبز به سر می‌برد.

## تغذیه
غذای اصلی بلبل را حشرات تشکیل می‌دهند. ماده این پرنده از ۴ تا ۶ تخم قهوه‌ای زیتونی همراه با لکهٔ ریز سیاه می‌گذارد. پرنده نابالغ خال‌خال و لکه‌لکه‌است، اما به آسانی از روی اندازهٔ بزرگ‌تر دم بلوطی‌رنگ و سطح شکمی سفیدتر از سینه سرخ تمیز داده می‌شود.
در بیشه‌های مرطوب، پرچین‌های انبوه لانه می‌سازد، در نزدیکی زمین و درون بوته‌های خار و گزنه کاملاً پنهان می‌شود.

## زیرگونه‌ها
- بلبل غربی (L. m. megarhynchos): اروپای غربی، آفریقای شمالی و آسیای صغیر، زمستان‌گذرانی در مناطق گرمسیری آفریقا
- بلبل قفقازی (L. m. africana): قفقاز و شرق ترکیه تا جنوب غربی ایران و عراق، زمستان‌گذرانی در شرق آفریقا
- بلبل شرقی یا بلبل حافظی (L. m. golzii = L. m. hafizi): دریای آرال تا مغولستان، زمستان‌گذرانی در ساحل شرقی آفریقا

## بلبل در فرهنگ مردم
هزاردستان یا بلبل، پرنده ملی ایران زمین و بنگلادش است.
عشق این پرنده به گل رز نیز بسیار در فرهنگ ملل مختلف مشهور است، به طوری که در ادبیات و نگاره‌های ایرانی (گل و بلبل) و ترکیه بسیار به آن اشاره شده‌است.
نقش گل و بلبل در گبه ایرانی به‌خصوص در میان عشایر کهگیلویه و بویر احمد از رایج‌ترین نقوش است و دو بلبل روبروی یکدیگر بر روی یک شاخه گل که گل‌های آن همان نیم گل‌های هشت‌پر است نشسته‌اند.

## نگاره

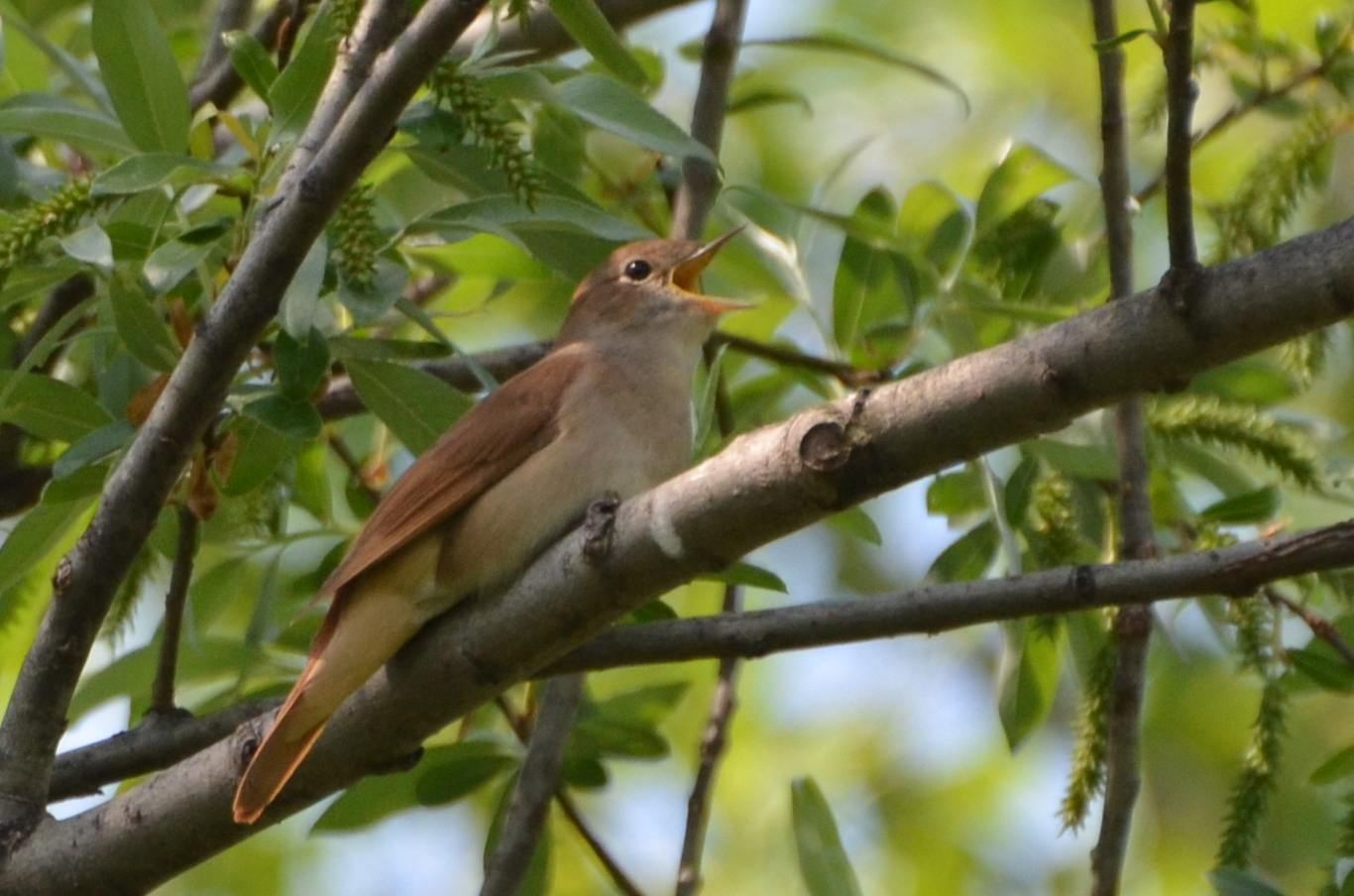
Ticino, Switzerland
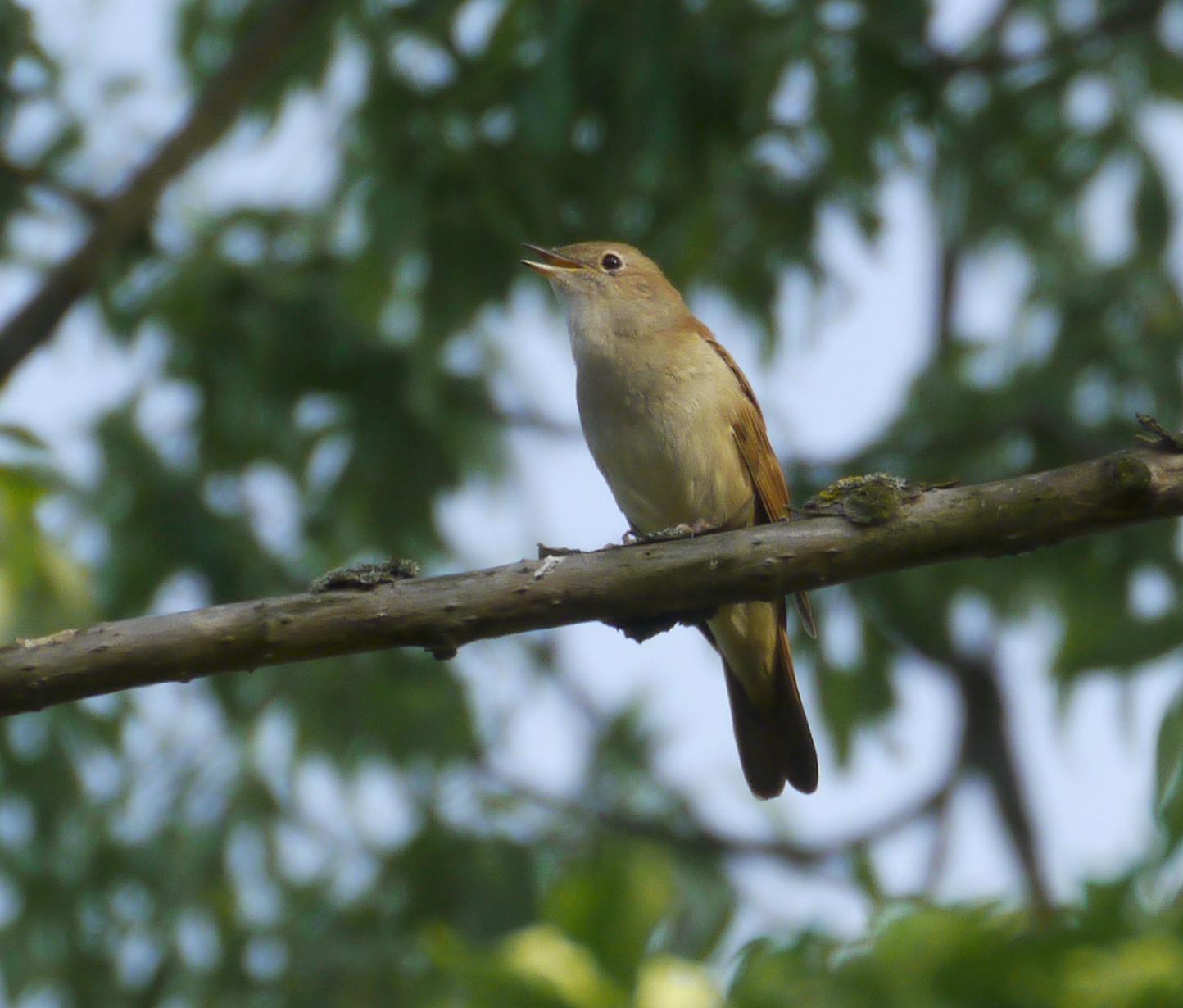
Mannheim, Germany
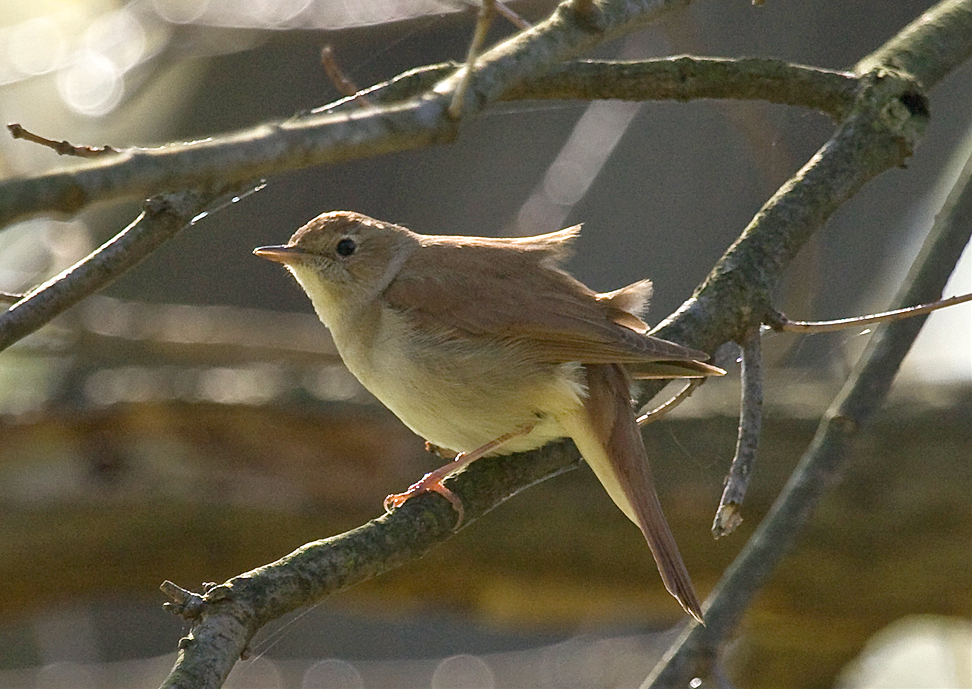
Berlin, Germany
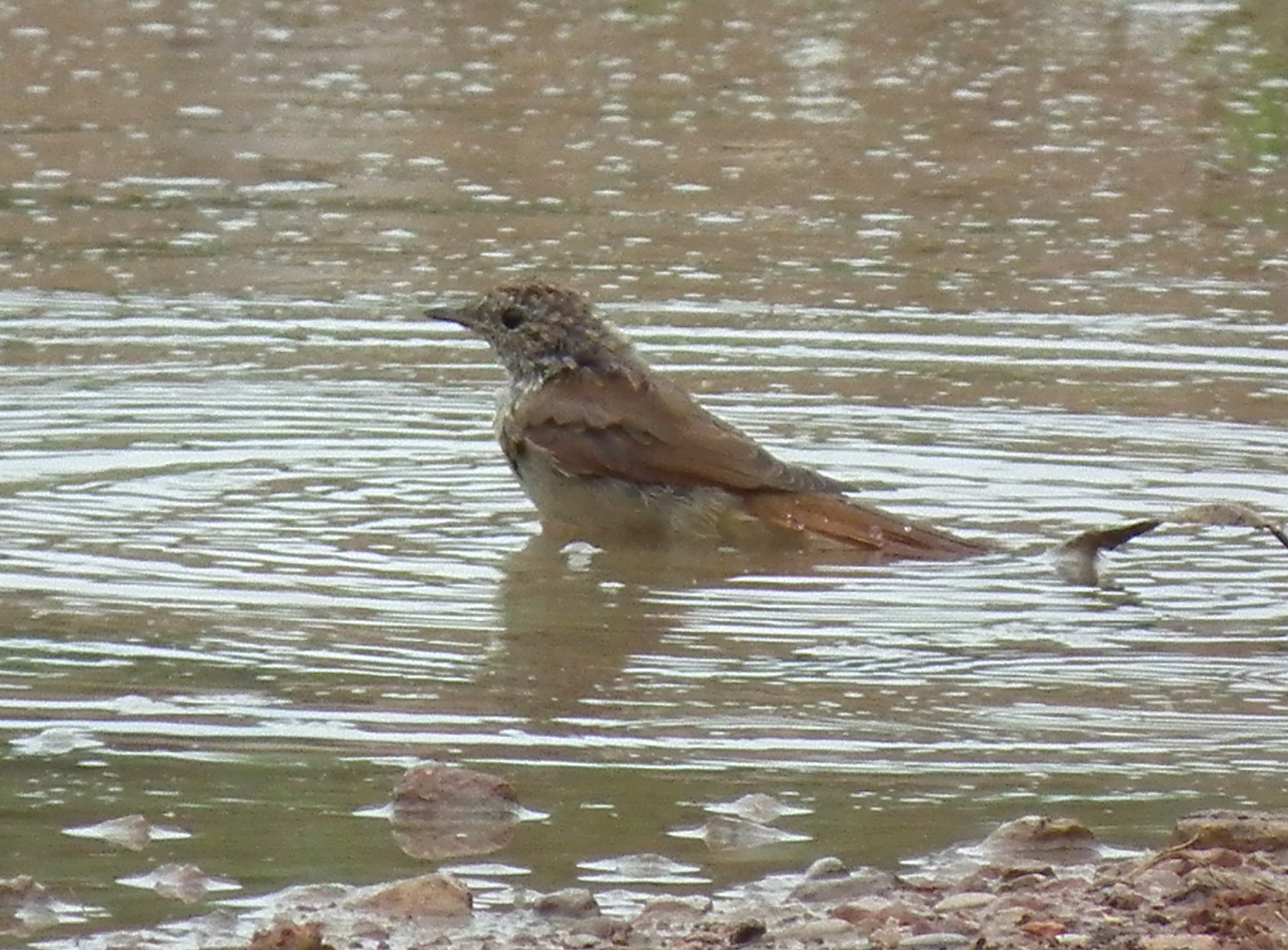
Bathing; Heidelberg Baden-Württemberg, Germany
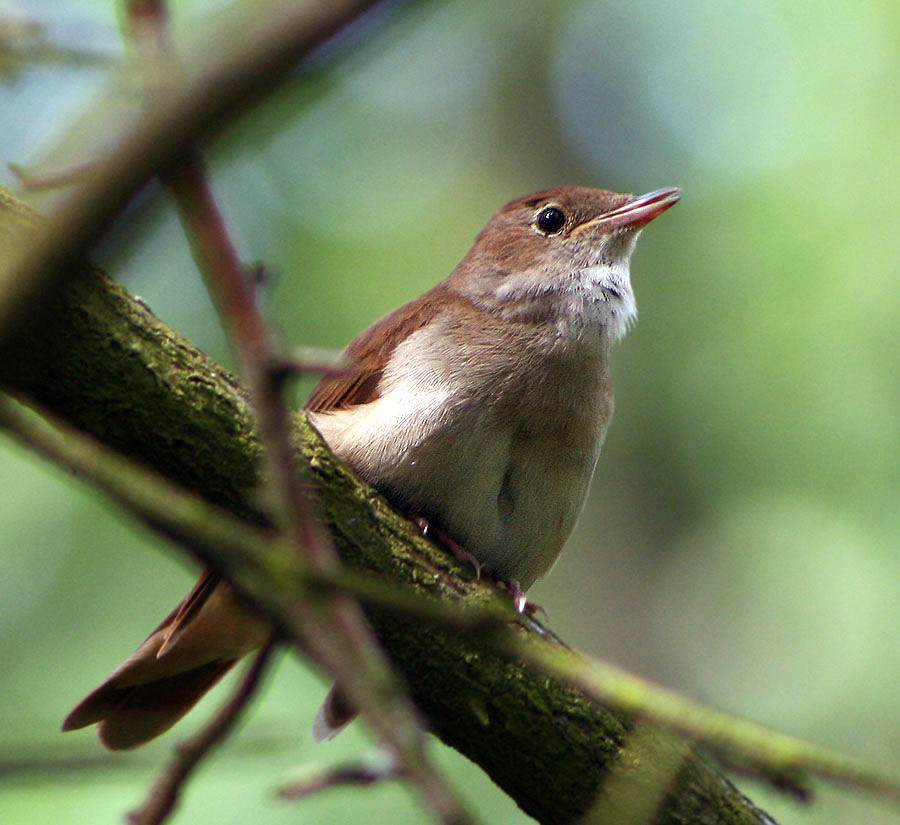
Offenbach am Main, Hessen, Germany
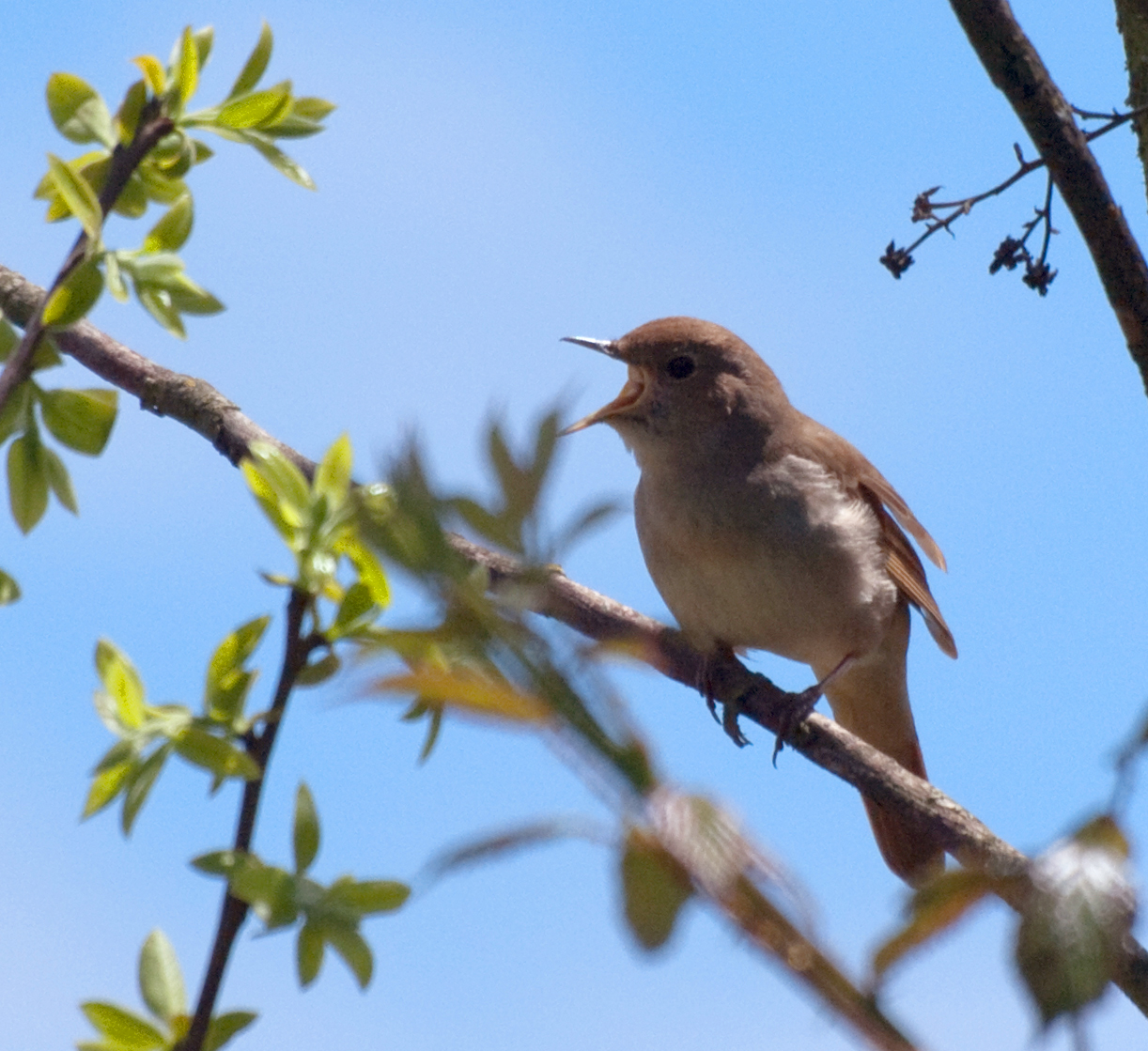
Navahermosa, Huelva, Spain
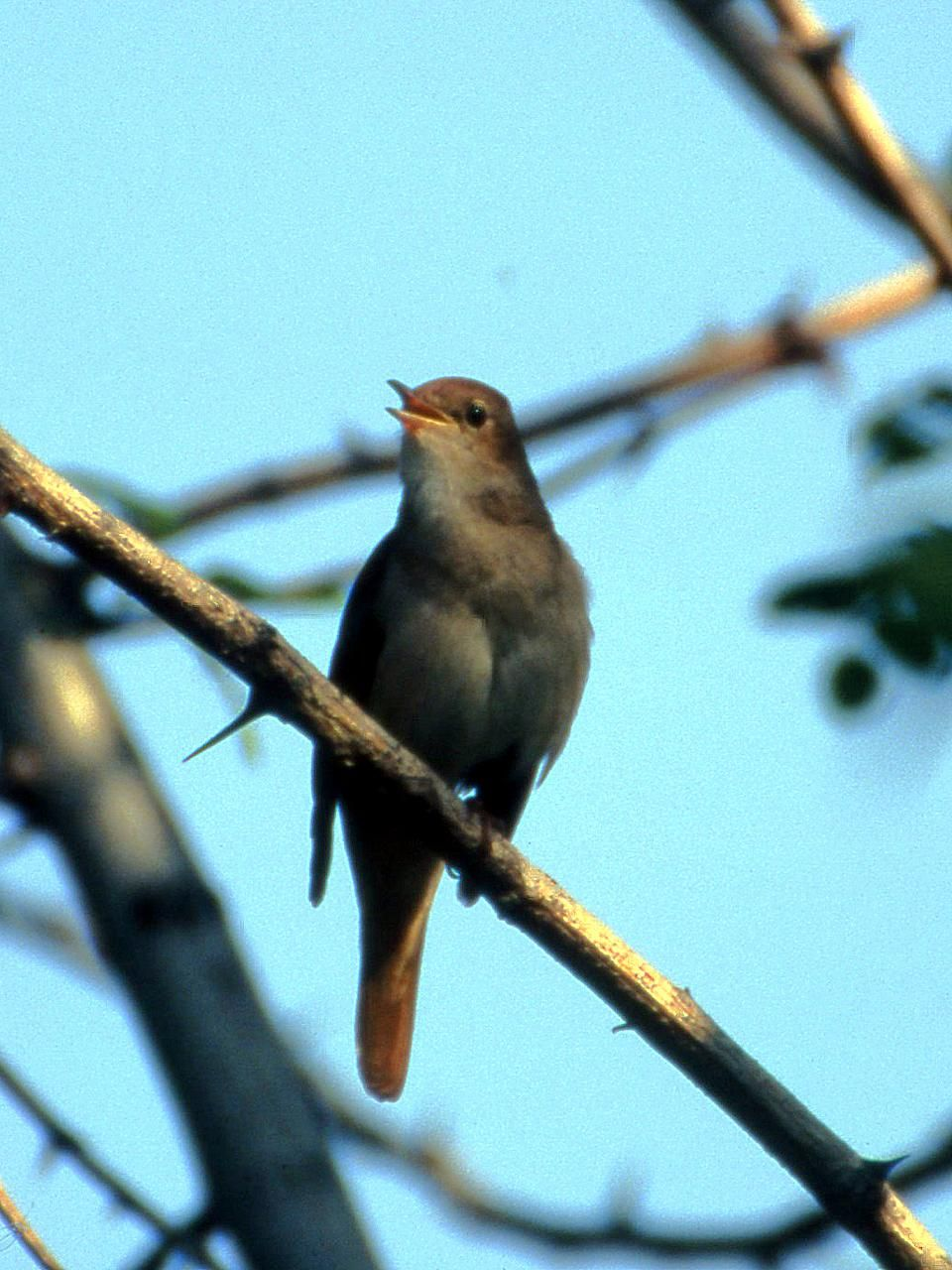
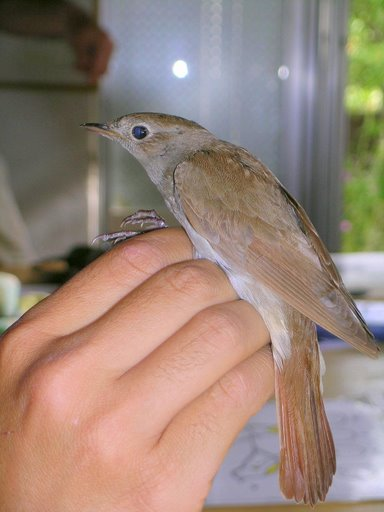
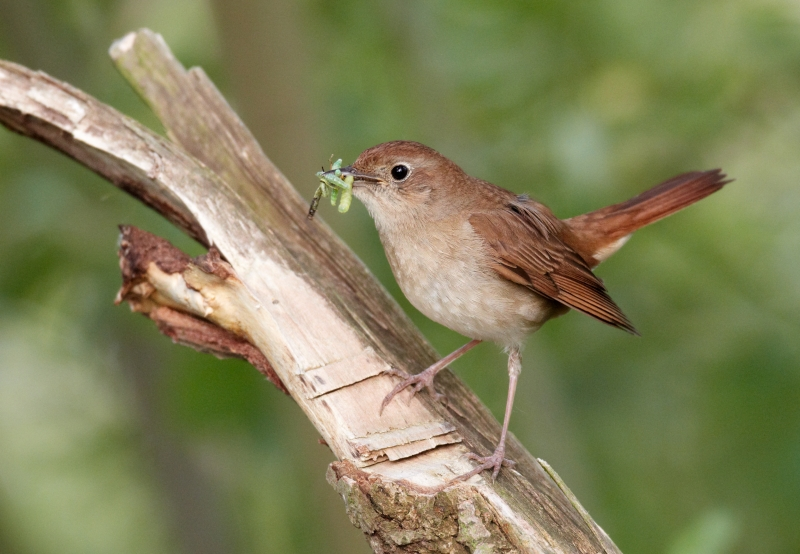
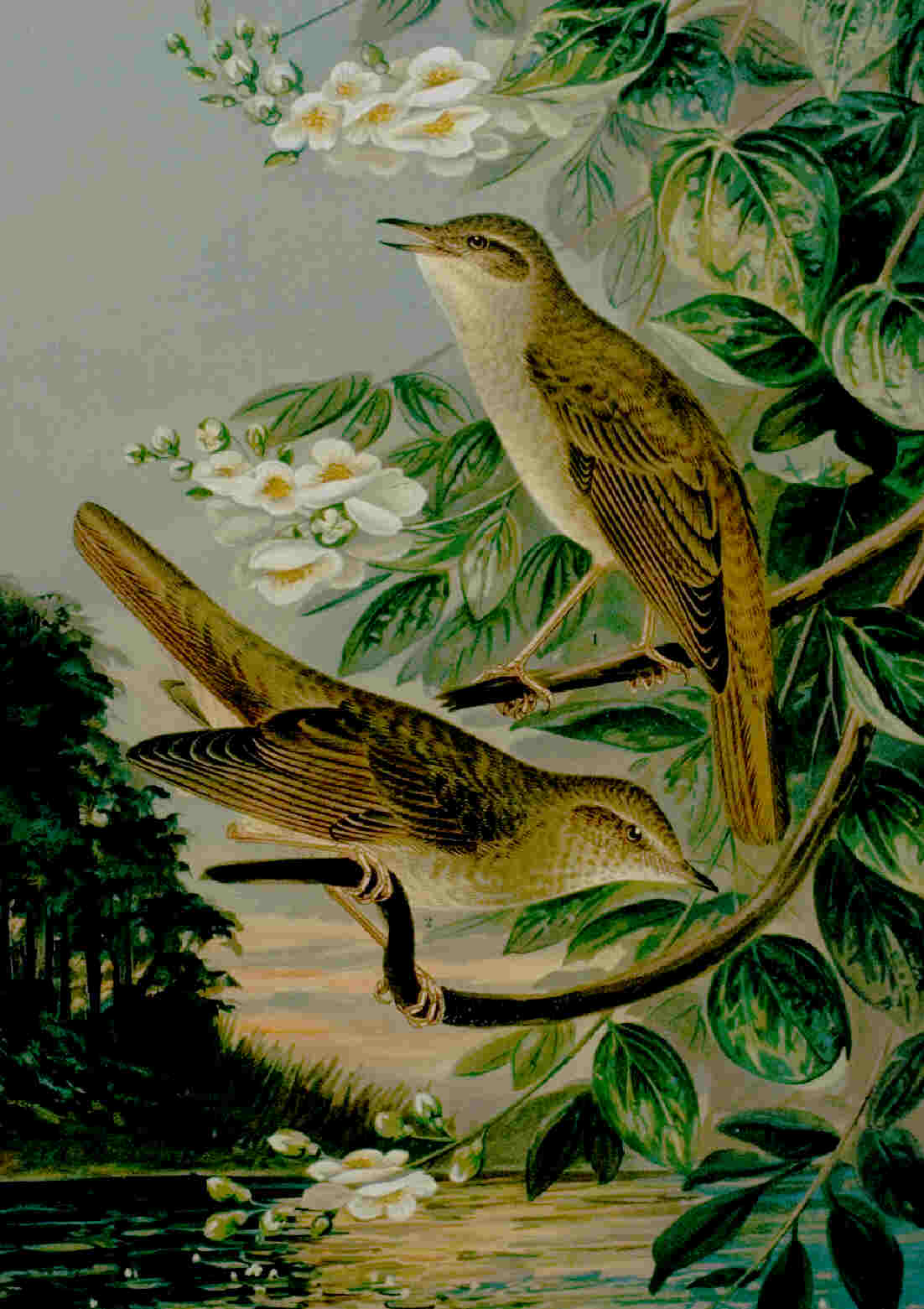
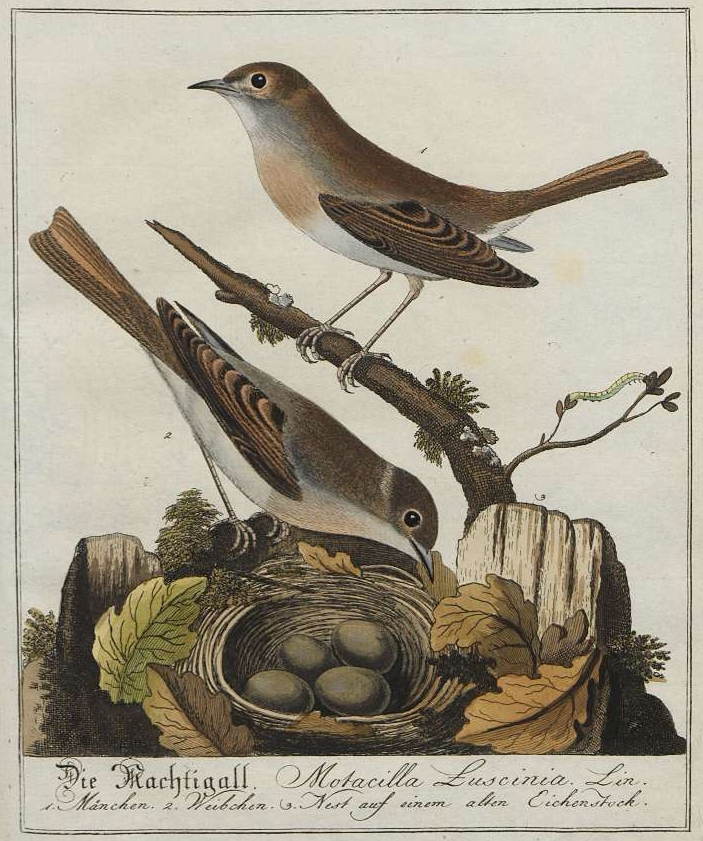
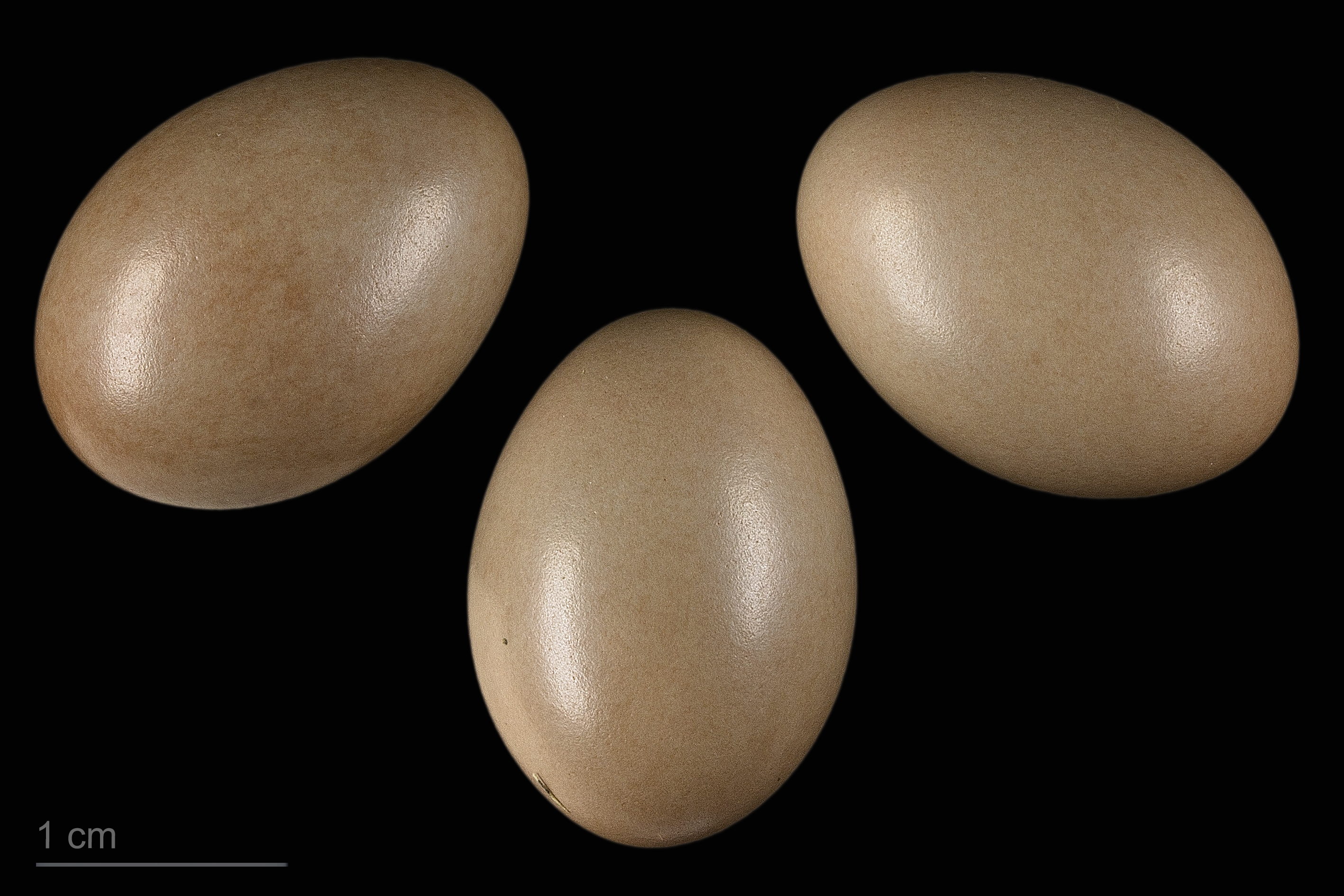
Luscinia megarhynchos megarhynchos